# Jean-Pierre Detremmerie
Jean-Pierre Detremmerie, né le 10 octobre 1940 à Mouscron et mort le 21 février 2016 , est un homme politique belge, membre du CDH.

## Carrière
Il est bourgmestre de Mouscron de 1980 à 2006. Il succède à Robert Devos, ancien député-bourgmestre.
Il est membre de la Chambre des représentants de 1981 à 2003 et député wallon de 2004 au 20 avril 2005. Il laisse alors la place à son suppléant Damien Yzerbyt.
Il a été président de l'intercommunale IEG de 2006 à 2009 et président du Royal Excelsior Mouscron.
Début 2009, il est impliqué dans une affaire liée à la vente d'un immeuble de la ville de Mouscron. Son parti lui demande de démissionner des mandats qu'il détient encore, dont la présidence de l'intercommunale IEG.
Le 10 février 2009, il est exclu du CDH de Mouscron.
Le 20 février 2009, le conseil communal de Mouscron décide à l'unanimité de lui retirer ses mandats à l'IEG et à SIMOGEL (intercommunale de gaz et électricité).